# Gonomyia (Gonomyia) simplex
Gonomyia (Gonomyia) simplex is een tweevleugelige uit de familie steltmuggen (Limoniidae). De soort komt voor in het Palearctisch gebied.